# 姚恢
姚恢（4世纪—417年），十六国时期后秦宗室，后秦末代皇帝姚泓的从弟，封齐公。

## 效力姚兴
弘始十四年（412年）十月，仇池公杨盛叛后秦，侵扰祁山。后秦天王姚兴遣建威将军赵琨率骑五千为前锋，立节将军杨伯寿统步兵为后继，时任前将军姚恢与左将军姚文宗入鹫陕，皇弟镇西将军秦州刺史姚嵩入羊头陕，右卫将军胡翼度从阴密出汧城，讨杨盛，姚兴率轻骑五千自雍城赶赴，与诸将会于陇口。因杨伯寿畏懦不进，赵琨寡不敌众为杨盛所败，姚兴斩杨伯寿而回。
十五年（414年），姚恢与王子太原公姚懿、平西将军公爵姚谌上表请求以刑法治罪图谋政变夺嫡的王子大将军广平公姚弼，未果。
十七年（415年）九月，夏国皇帝赫连勃勃遣其将赫连建率众入寇贰县，所部数千骑杀入平凉。姚恢与赫连建在五井交战，平凉太守姚兴都（一作姚周都）为赫连建所获，夏军遂入新平。后姚弼在龙尾堡大破并擒赫连建，赫连勃勃闻讯回师。

## 效力姚泓
十八年（416年），皇子南阳公姚愔作乱败，姚弼亦因图谋夺嫡被赐死，姚兴崩，太子姚泓继位。散骑常侍原后凉末代皇帝吕隆与姚愔同谋，姚泓命姚恢杀吕隆的弟弟安定太守吕超，姚恢犹豫许久才诛杀吕超。姚泓怀疑姚恢有阴谋，姚恢从此怀有贰心，秘密聚兵甲，图谋作乱。
六月，姚恢为征北将军时，为赫连勃勃所逼，弃安定，率五千户奔新平，安定人胡俨、华韬等率众拒之，姚恢单骑归长安。立节将军弥姐成、建武将军裴岐为胡俨所杀，胡俨、华韬率五万户据城投降赫连勃勃。皇弟镇西将军姚谌弃雍城东逃。赫连勃勃遂据雍城，抄掠郿城。皇叔祖大将军东平公姚绍及征虏将军尹昭（一作伊昭）、镇军将军姚洽等率步骑五万讨赫连勃勃，姚恢以精骑一万相继，屯横水，赫连勃勃退保安定，胡俨闭门拒之，杀鲜卑数千人，据安定复降后秦。姚绍追击赫连勃勃，在马鞍坂战败之，追杀到朝那，追不上了才回师。
八月，东晋权臣太尉刘裕北伐后秦，九月，姚绍闻之回到长安对姚泓说：“晋军已过许昌，豫州、安定孤远，难以相救，应该内迁诸镇户口充实京畿，可得精兵十万，足以横行天下。就算晋、夏二寇交侵，也不会有深害。不然晋侵豫州，赫连勃勃寇安定，怎么办！时机已到，应该速决。”左仆射梁喜说：“齐公恢雄勇有威名，为岭北所惮，所部人已与赫连勃勃有深仇，理应死守无贰心，赫连勃勃也不能弃安定而远寇京畿。若没有安定，虏马必到郿、雍。现在关中兵马足以抵御晋军，岂可在没有忧危的时候自行削损。”姚泓从之。吏部郎懿横秘密对姚泓说：“齐公恢在广平之难（即广平公姚弼夺嫡事件）中对陛下有忠勋，陛下登基后却未对他有殊赏。如今对外则致他于死地，对内则他不参与朝政，安定人因孤危近于敌寇，十分之九想南迁，如果拥精兵四万击鼓杀向京师，不是社稷之累吗！应该征他还朝，以慰其心。”姚泓说：“姚恢若有坏心，征他正好招致祸事。”不听从。

## 谋反败亡
永和二年（417年）正月，在皇弟太原公姚懿的叛乱刚被平定、姚泓因内外困境交迫于前殿朝会百官君臣相泣之际，姚恢率安定镇户三万八千，焚烧房屋，以车为方阵，从北雍州发兵向长安，自称大都督、建义大将军，移檄州郡，称欲清君侧。扬威将军姜纪率众投奔之。建节将军彭完都得知姚恢将至，弃阴密，奔还长安。姚恢到新支，姜纪劝说他：“国家重将在东，京师空虚，公可轻兵径袭京师，大事必成。”姚恢不从，向南攻郿城。姚谌为姚恢所败，姚恢军势更盛，长安大震。姚泓派使者骑马征召姚绍，遣皇弟车骑将军姚裕及辅国将军胡翼度屯于沣西。扶风太守姚隽、安夷护军姚墨蠡、建威将军姚娥都、扬威将军彭蚝等都因惧怕而投降姚恢。姚恢的舅父苟和当时为立节将军，却没有叛变，姚泓嘉奖其忠恕，加金章紫绶。姚绍率轻骑先到，使姚洽、冠军将军司马国璠率步卒三万赴长安。姚恢从曲牢进屯杜成，与姚绍相持于灵台。姚绍之子、屯陕津的抚军将军姚赞闻姚恢渐渐逼近，留宁朔人尹雅为弘农太守守潼关，率诸军还长安。姚泓谢姚赞说：“我姚元子不能崇明德义，统率群下，致祸起萧墙，同气生变，上负祖宗，也无颜见诸位叔父。姚懿刚构逆灭亡，姚恢又拥众内叛，怎么办？”姚赞于是捋起袖子大哭：“臣与大将军不灭此贼，就不再见陛下！”姚泓于是赏赐军士再发兵。姚恢军见诸军集结，都害怕，其将齐黄等向后秦大军投降。姚恢进逼姚绍，姚赞从后截击，大破之，杀姚恢及其三弟（《十六国春秋别传》作三子）。姚泓悲恸地哭了，以公礼葬姚恢。
刘裕军趁姚懿、姚恢作乱之机长驱入关，后秦遂败亡。